# Cyclocross-Europameisterschaften
Die Cyclocross-Europameisterschaften finden seit 2003 unter der Ägide des Europäischen Radsportverbands (UEC) jedes Jahr Anfang November an wechselnden Orten statt. Die Sieger haben das Recht, ein Jahr lang bei allen Cyclocross-Rennen ihrer Altersklasse das entsprechende Meistertrikot zu tragen.

## Geschichte
Die ersten Cyclocross-Europameisterschaften fanden am 8. November 2003 im tschechischen Tábor statt und wurden vom damaligen Staatspräsidenten Václav Klaus eröffnet.
Zunächst wurden Wettkämpfe in den drei Kategorien Frauen Elite, Männer U23 und Männer Junioren ausgetragen. Erst seit 2015 wird der Titel auch in der Elite der Männer vergeben. Allerdings leidet das Prestige letzteren Wettkampfs daran, dass die besten Cyclocross-Fahrer zugleich im Straßenradsport aktiv sind und meistens erst später in die Saison einsteigen; er ist daher eine Gelegenheit für die Cyclocross-Spezialisten, sich in der ersten Saisonhälfte auszuzeichnen.
Inzwischen werden die Europameisterschaften sowohl bei Männern als auch bei Frauen in den Altersklassen Elite, U23 und Junioren abgehalten. 2023 kam ein Staffel-Wettbewerb hinzu, wie er im selben Jahr bei den Weltmeisterschaften eingeführt worden war. 2020, während der Corona-Pandemie, mussten die Junioren-Wettkämpfe aufgrund behördlicher Anordnungen kurzfristig abgesagt werden.
2015 wurde der Sieg der Belgierin Femke Van Den Driessche in der U23-Kategorie nachträglich aberkannt. Diese wurde knapp drei Monate später bei den Cyclocross-Weltmeisterschaften 2016 disqualifiziert, nachdem in der Box ihres Teams ein Fahrrad mit Hilfsmotor gefunden worden war. Sie erhielt eine Sperre mit rückdatierter Wirkung, von der auch ihr zuvor erzielter Sieg bei der EM betroffen war. An ihrer Stelle erklärte die UEC die ursprünglich Zweite Maud Kaptheijns zur Siegerin.
Seit 2012 werden auch Cyclocross-Europameisterschaften für Masters ausgetragen. Den Anstoß dazu gab die erstmalige Austragung der Masters-Weltmeisterschaften außerhalb von Europa im amerikanischen Louisville. Anfangs war die Masters-EM eine separate Veranstaltung, so 2012 in Barletta und 2015 sowie 2016 in Trnava. Erstmals 2014 und regelmäßig seit 2017 finden sie am selben Ort wie die übrigen Europameisterschaften statt, üblicherweise am Vortag. Allerdings fielen sie 2020 und 2021 der Corona-Pandemie zum Opfer. 2023 mussten sie dem neu eingeführten Staffel-Wettbewerb weichen.
2024 fanden erstmals Jugend-Europameisterschaften für 13- bis 16-Jährige statt, getrennt von der Hauptveranstaltung im slowakischen Šamorín.

## Austragungsorte
Bis einschließlich 2024 gab es 22 Austragungen:
- 2003:  Tábor (8. November)
- 2004:  Vossem (7. November)
- 2005:  Pontchâteau (6. November)
- 2006:  Huijbergen (9. Dezember)
- 2007:  Hittnau (4. November)
- 2008:  Liévin (2. November)
- 2009:  Hoogstraten (1. November)
- 2010:  Frankfurt am Main (7. November)
- 2011:  Lucca (6. November)
- 2012:  Ipswich (3. November)
- 2013:  Mladá Boleslav (3. November)
- 2014:  Lorsch (8. November)
- 2015:  Huijbergen (7. November)
- 2016:  Pontchâteau (29.–30. Oktober)
- 2017:  Tábor (5. November)
- 2018:  ’s-Hertogenbosch (4. November)
- 2019:  Silvelle (10. November)
- 2020:  ’s-Hertogenbosch (7.–8. November)
- 2021:  VAM-Berg (6.–7. November)
- 2022:  Namur (5.–6. November)
- 2023:  Pontchâteau (3.–5. November)
- 2024:  Pontevedra (1.–3. November)

Die folgenden Austragungen wurden an Middelkerke (2025) und Zeddam (2026) vergeben.
Die Wettkämpfe der Masters fanden an folgenden Orten statt:
- 2012:  Barletta (8.–9. Dezember)
- 2013: nicht ausgetragen
- 2014:  Lorsch (9. November)
- 2015:  Trnava (21. November)
- 2016:  Trnava (22. Oktober)
- 2017:  Tábor (4. November)
- 2018:  ’s-Hertogenbosch (2.–3. November)
- 2019:  Silvelle (9. November)
- 2020: nicht ausgetragen
- 2021: nicht ausgetragen
- 2022:  Namur (4. November)
- 2023: nicht ausgetragen
- 2024:  Pontevedra (1. November)

Jugend-Europameisterschaften:
- 2024:  Šamorín (16. November)

## Palmarès

### Männer Elite

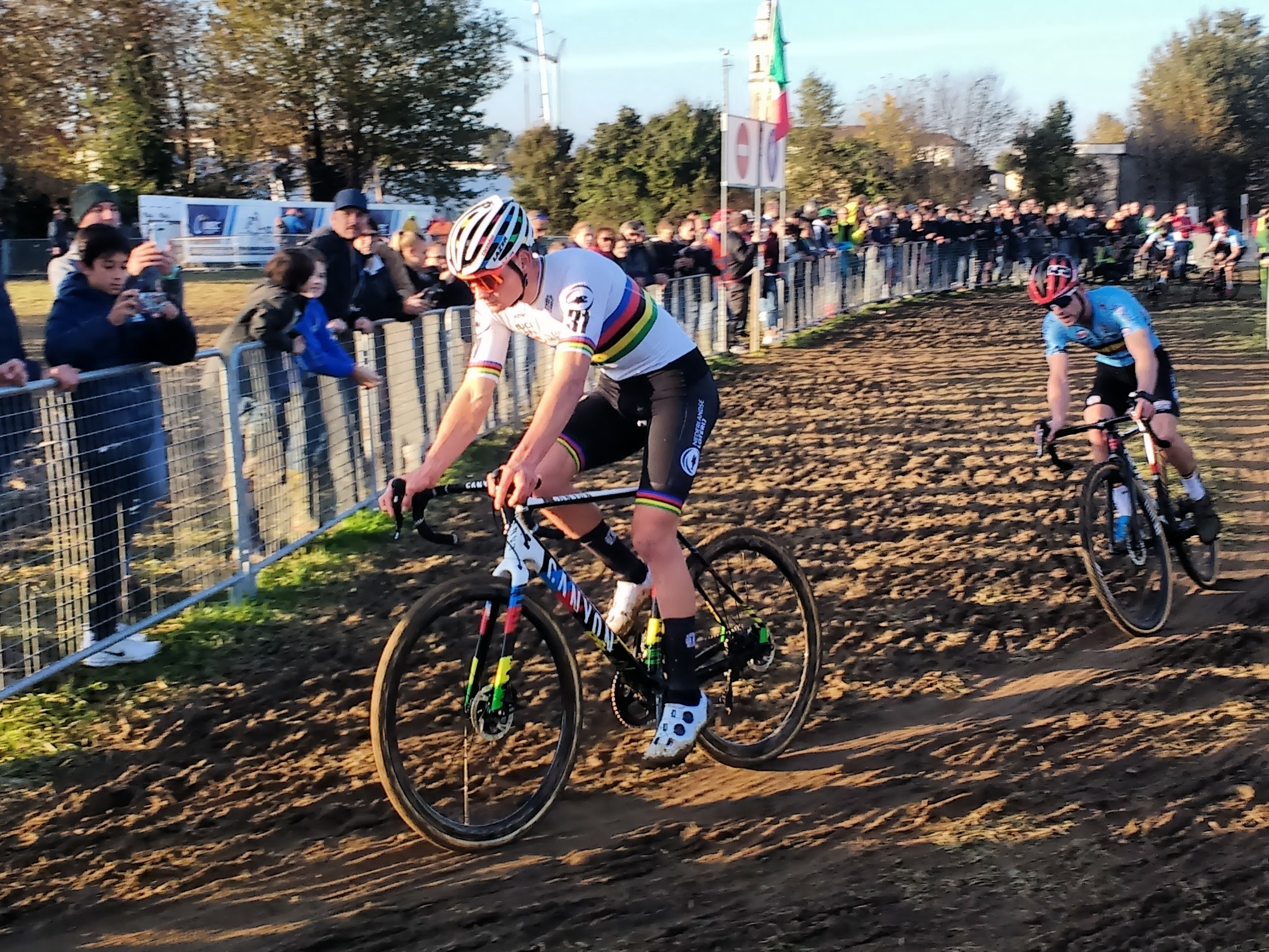
Der amtierende Weltmeister Mathieu van der Poel und Eli Iserbyt im Rennen um die Europameisterschaft 2019 in Silvelle.

| Jahr | Erster                 | Zweiter                | Dritter                |
| ---- | ---------------------- | ---------------------- | ---------------------- |
| 2015 | Lars van der Haar      | Wout van Aert          | Kevin Pauwels          |
| 2016 | Toon Aerts             | Mathieu van der Poel   | Wout van Aert          |
| 2017 | Mathieu van der Poel   | Lars van der Haar      | Toon Aerts             |
| 2018 | Mathieu van der Poel   | Wout van Aert          | Laurens Sweeck         |
| 2019 | Mathieu van der Poel   | Eli Iserbyt            | Laurens Sweeck         |
| 2020 | Eli Iserbyt            | Michael Vanthourenhout | Lars van der Haar      |
| 2021 | Lars van der Haar      | Quinten Hermans        | Michael Vanthourenhout |
| 2022 | Michael Vanthourenhout | Lars van der Haar      | Laurens Sweeck         |
| 2023 | Michael Vanthourenhout | Cameron Mason          | Lars van der Haar      |
| 2024 | Thibau Nys             | Felipe Orts            | Eli Iserbyt            |

### Frauen Elite

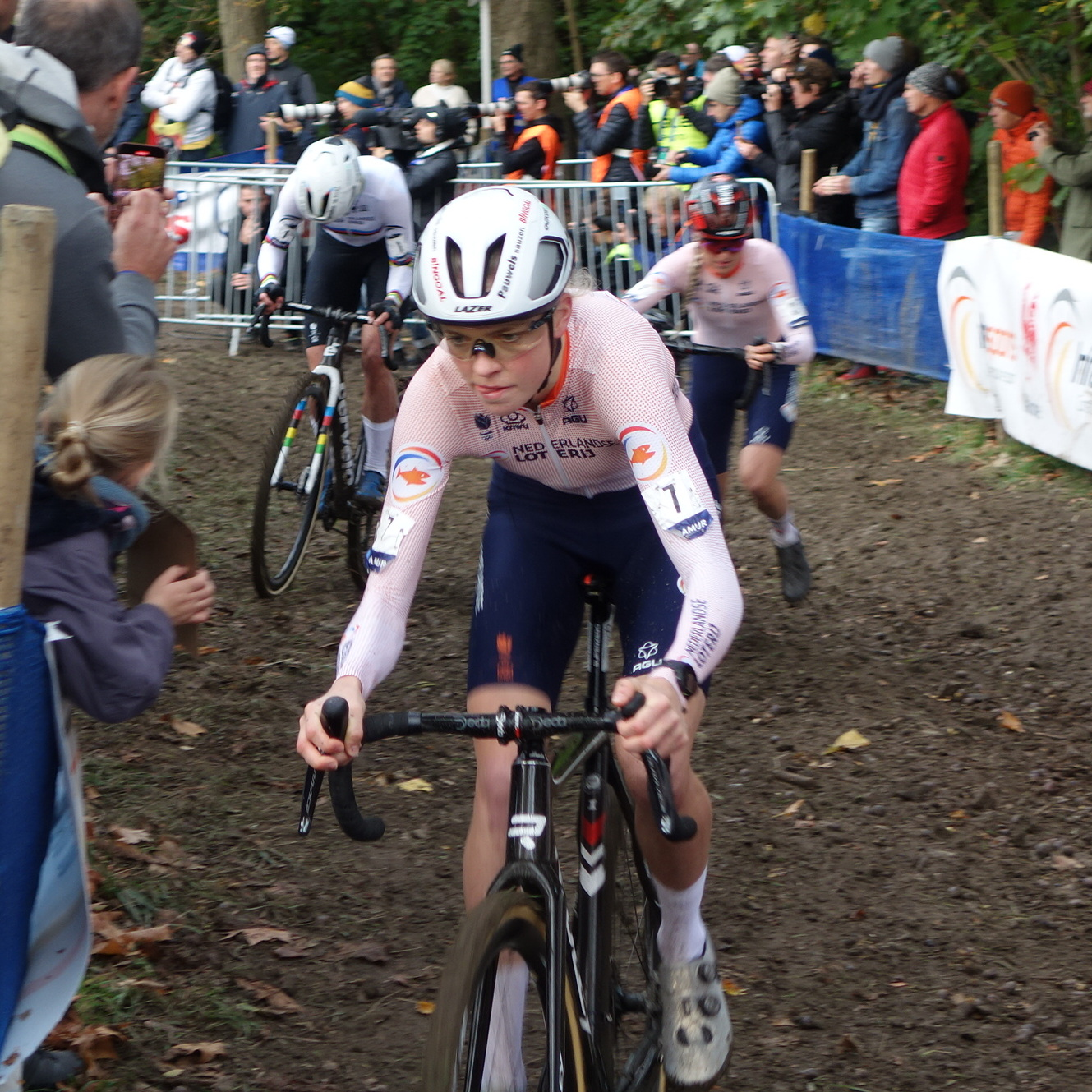
Fem van Empel auf dem Weg zum Sieg bei der Europameisterschaft 2022 in Namur.

| Jahr | Erste                      | Zweite                     | Dritte                   |
| ---- | -------------------------- | -------------------------- | ------------------------ |
| 2003 | Hanka Kupfernagel          | Marianne Vos               | Maryline Salvetat        |
| 2004 | Hanka Kupfernagel          | Maryline Salvetat          | Laurence Leboucher       |
| 2005 | Marianne Vos               | Daphny van den Brand       | Hanka Kupfernagel        |
| 2006 | Daphny van den Brand       | Hanka Kupfernagel          | Marianne Vos             |
| 2007 | Daphny van den Brand       | Maryline Salvetat          | Christel Ferrier-Bruneau |
| 2008 | Hanka Kupfernagel          | Maryline Salvetat          | Kateřina Nash            |
| 2009 | Marianne Vos               | Daphny van den Brand       | Helen Wyman              |
| 2010 | Daphny van den Brand       | Sanne van Paassen          | Helen Wyman              |
| 2011 | Daphny van den Brand       | Lucie Chainel-Lefèvre      | Pauline Ferrand-Prévot   |
| 2012 | Helen Wyman                | Sanne van Paassen          | Nikki Harris             |
| 2013 | Helen Wyman                | Nikki Harris               | Lucie Chainel-Lefèvre    |
| 2014 | Sanne Cant                 | Pavla Havlíková            | Nikki Harris             |
| 2015 | Sanne Cant                 | Jolien Verschueren         | Nikki Harris             |
| 2016 | Thalita de Jong            | Lucinda Brand              | Caroline Mani            |
| 2017 | Sanne Cant                 | Lucinda Brand              | Alice Maria Arzuffi      |
| 2018 | Annemarie Worst            | Marianne Vos               | Denise Betsema           |
| 2019 | Yara Kastelijn             | Eva Lechner                | Annemarie Worst          |
| 2020 | Ceylin del Carmen Alvarado | Annemarie Worst            | Lucinda Brand            |
| 2021 | Lucinda Brand              | Kata Blanka Vas            | Yara Kastelijn           |
| 2022 | Fem van Empel              | Ceylin del Carmen Alvarado | Kata Blanka Vas          |
| 2023 | Fem van Empel              | Ceylin del Carmen Alvarado | Sara Casasola            |
| 2024 | Fem van Empel              | Ceylin del Carmen Alvarado | Lucinda Brand            |

### Männer U23
| Jahr | Erster                 | Zweiter               | Dritter                 |
| ---- | ---------------------- | --------------------- | ----------------------- |
| 2003 | Martin Zlámalík        | Martin Bína           | Steve Chainel           |
| 2004 | Lars Boom              | Niels Albert          | Martin Bína             |
| 2005 | Niels Albert           | Jan Soetens           | Zdeněk Štybar           |
| 2006 | Niels Albert           | Zdeněk Štybar         | Rob Peeters             |
| 2007 | Niels Albert           | Philipp Walsleben     | Lukáš Klouček           |
| 2008 | Philipp Walsleben      | Aurélien Duval        | Kenneth Van Compernolle |
| 2009 | Róbert Gavenda         | Paweł Szczepaniak     | Tom Meeusen             |
| 2010 | Lars van der Haar      | Elia Silvestri        | Joeri Adams             |
| 2011 | Lars van der Haar      | Mike Teunissen        | Stan Godrie             |
| 2012 | Mike Teunissen         | Corné van Kessel      | Julian Alaphilippe      |
| 2013 | Michael Vanthourenhout | Mathieu van der Poel  | Gianni Vermeersch       |
| 2014 | Wout van Aert          | Laurens Sweeck        | Jakub Skála             |
| 2015 | Quinten Hermans        | Daan Hoeyberghs       | Eli Iserbyt             |
| 2016 | Quinten Hermans        | Joris Nieuwenhuis     | Sieben Wouters          |
| 2017 | Eli Iserbyt            | Thomas Pidcock        | Sieben Wouters          |
| 2018 | Thomas Pidcock         | Eli Iserbyt           | Antoine Benoist         |
| 2019 | Mickaël Crispin        | Timo Kielich          | Antoine Benoist         |
| 2020 | Ryan Kamp              | Thomas Mein           | Cameron Mason           |
| 2021 | Ryan Kamp              | Niels Vandeputte      | Thibau Nys              |
| 2022 | Emiel Verstrynge       | Thibau Nys            | Witse Meeussen          |
| 2023 | Jente Michels          | Emiel Verstrynge      | Rémi Lelandais          |
| 2024 | Jente Michels          | Filippo Agostinacchio | Aubin Sparfel           |

### Frauen U23
| Jahr | Erste                      | Zweite               | Dritte                   |
| ---- | -------------------------- | -------------------- | ------------------------ |
| 2013 | Annefleur Kalvenhaar       | Sabrina Stultiens    | Alice Maria Arzuffi      |
| 2014 | Sabrina Stultiens          | Martina Mikulášková  | Alice Maria Arzuffi      |
| 2015 | Maud Kaptheijns            | Alice Maria Arzuffi  | Jana Czeczinkarová       |
| 2016 | Chiara Teocchi             | Hélène Clauzel       | Jana Czeczinkarová       |
| 2017 | Chiara Teocchi             | Laura Verdonschot    | Nikola Nosková           |
| 2018 | Ceylin del Carmen Alvarado | Inge van der Heijden | Fleur Nagengast          |
| 2019 | Ceylin del Carmen Alvarado | Anna Kay             | Marion Norbert-Riberolle |
| 2020 | Puck Pieterse              | Kata Blanka Vas      | Manon Bakker             |
| 2021 | Shirin van Anrooij         | Puck Pieterse        | Fem van Empel            |
| 2022 | Puck Pieterse              | Line Burquier        | Shirin van Anrooij       |
| 2023 | Zoe Bäckstedt              | Marie Schreiber      | Kristýna Zemanová        |
| 2024 | Célia Gery                 | Marie Schreiber      | Leonie Bentveld          |

### Junioren

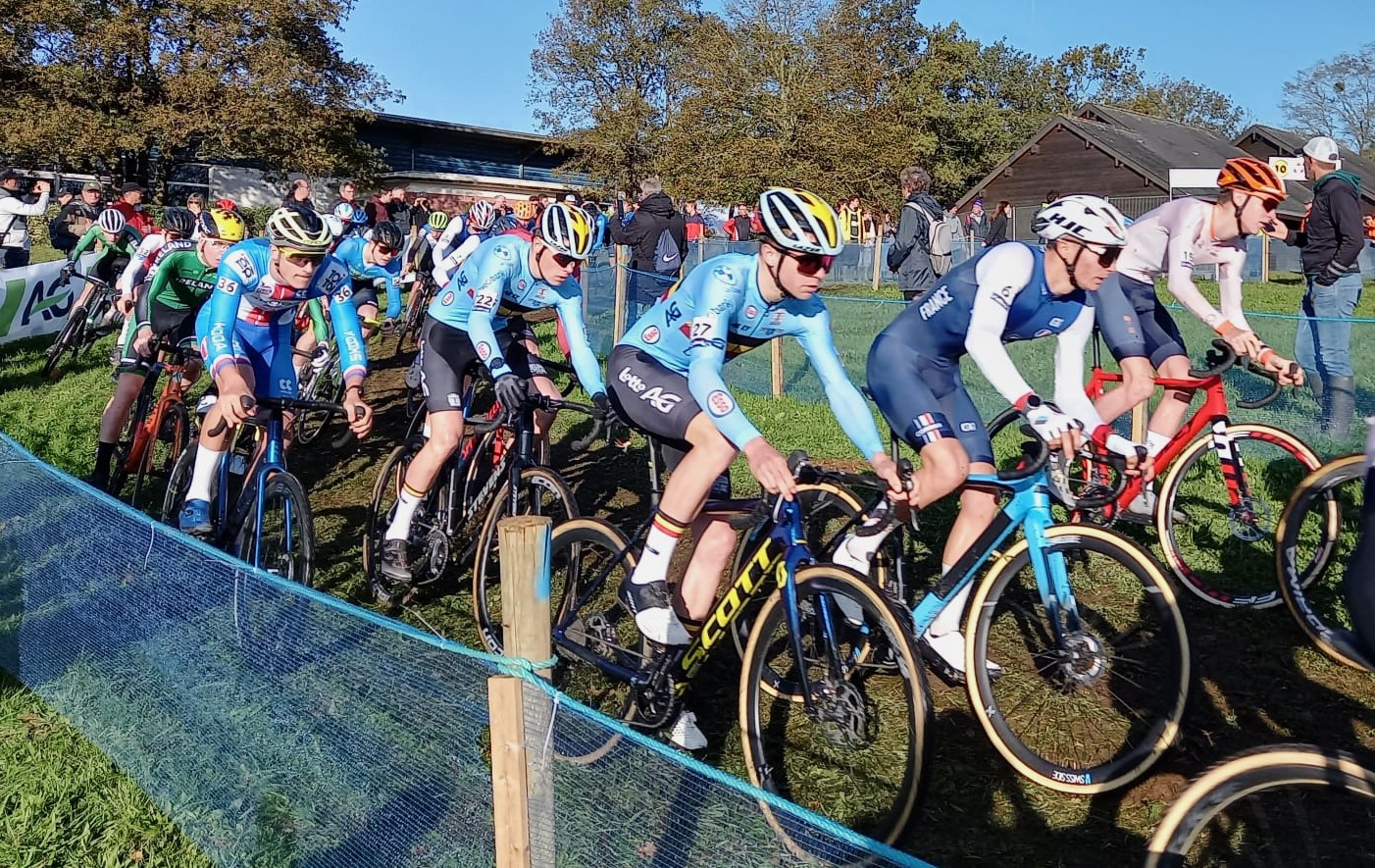
Junioren-Rennen in Pontchâteau 2023

| Jahr                   | Erster               | Zweiter               | Dritter                 |
| ---------------------- | -------------------- | --------------------- | ----------------------- |
| 2003                   | Niels Albert         | Roman Kreuziger       | Clément Lhotellerie     |
| 2004                   | Julien Taramarcaz    | Ricardo van der Velde | Christoph Pfingsten     |
| 2005                   | Róbert Gavenda       | Yannick Martinez      | Dries Govaerts          |
| 2006                   | Vincent Baestaens    | Joeri Adams           | Ramon Sinkeldam         |
| 2007                   | Lubomír Petruš       | Arnaud Jouffroy       | Peter Sagan             |
| 2008                   | Tijmen Eising        | Lars van der Haar     | Sean De Bie             |
| 2009                   | Émilien Viennet      | Laurens Sweeck        | Michiel van der Heijden |
| 2010                   | Lars Forster         | Jakub Skála           | Quentin Jauregui        |
| 2011                   | Mathieu van der Poel | Quentin Jauregui      | Romain Seigle           |
| 2012                   | Mathieu van der Poel | Clément Russo         | Yannick Peeters         |
| 2013                   | Yannick Peeters      | Adam Ťoupalík         | Yan Gras                |
| 2014                   | Eli Iserbyt          | Jappe Jaspers         | Johan Jacobs            |
| 2015                   | Jens Dekker          | Mitch Groot           | Thomas Bonnet           |
| 2016                   | Thomas Pidcock       | Nicolas Guillemin     | Timo Kielich            |
| 2017                   | Loris Rouiller       | Tomáš Kopecký         | Ben Tulett              |
| 2018                   | Pim Ronhaar          | Witse Meeussen        | Thibau Nys              |
| 2019                   | Thibau Nys           | Jente Michels         | Dario Lillo             |
| 2020 nicht ausgetragen |                      |                       |                         |
| 2021                   | Aaron Dockx          | David Haverdings      | Luca Paletti            |
| 2022                   | Léo Bisiaux          | Daniel Nielsen        | Guus van den Eijnden    |
| 2023                   | Aubin Sparfel        | Zsombor Takács        | Jules Simon             |
| 2024                   | Mattia Agostinacchio | Valentin Hofer        | Mats Vanden Eynde       |

### Juniorinnen
| Jahr                   | Erste             | Zweite           | Dritte              |
| ---------------------- | ----------------- | ---------------- | ------------------- |
| 2019                   | Puck Pieterse     | Olivia Onesti    | Shirin van Anrooij  |
| 2020 nicht ausgetragen |                   |                  |                     |
| 2021                   | Zoe Bäckstedt     | Leonie Bentveld  | Nienke Vinke        |
| 2022                   | Lauren Molengraaf | Valentina Corvi  | Xaydee Van Sinaey   |
| 2023                   | Célia Gery        | Cat Ferguson     | Viktória Chladoňová |
| 2024                   | Anja Grossmann    | Barbora Bukovská | Giorgia Pellizotti  |

### Mixed-Staffel
| Jahr | Erste      | Zweite         | Dritte  |
| ---- | ---------- | -------------- | ------- |
| 2023 | Frankreich | Großbritannien | Belgien |
| 2024 | Italien    | Frankreich     | Spanien |